# Aalbach (Mosel, Wormeldingen)
Der Aalbach ist ein etwa 4,5 km langer linker und nordwestlicher Zufluss der Mosel.

## Geographie

### Verlauf
Der Aalbach entsteht aus dem Zusammenfluss von Weissbach und Hongerbach westlich vom Nidderdowner Bësch. Er mündet  bei Wormeldange in die Mosel.

### Zuflüsse
- Weissbaach (linker Quellbach)
- Hongerbaach (rechter Quellbach)
- Friedbëschbaach (links)
- Frischbaach (rechts)
- Hangelsbach (links)